# 大韓民国の宗教
大韓民国の宗教 (2015年)
大韓民国での有力な宗教は、伝統的仏教と、大きな人口のキリスト教（カトリック教会と様々な教派のプロテスタント）である。これら両信仰の実践は、500年間続いた李氏朝鮮の公式イデオロギーだった朝鮮の儒教と、朝鮮半島の固有宗教である巫俗の、永続的遺産によって強く影響を受けている。

## 宗教に関する人口統計
信者とそうでない人々とを明確に区別するキリスト教の団体を除いて、ここで述べられている統計には曖昧さがある。例えば、仏教徒と儒家とを区別する的確かつ限定された基準は無い。他の国々では存在するが、帰依の系統、仏教徒とそうでない人々とを区別する誓約は韓国では崩壊しており、発見するのが難しい。なぜなら、宗教は韓国では親から子へと世襲されていくからである。形作られた集団に属さない多くの人々は、こういった伝統によって深く影響を受けて来た。更には、韓国人が仏教の寺で祈ることや儒教の祖先崇拝の儀式に参加すること、祈祷師に相談することやクッを援助することさえも珍しくない。更には、統計は新宗教に加入している人々の数を正しく反映させていないのかも知れない。幾つかの資料は天道教を信奉している人々が五百万人以上いるとしている。
宗教的表出の大きな多様性が与えられているので、韓国社会の発展に於ける宗教の役割は複雑である。幾つかの伝統は重要な文化的財産が崇拝儀式よりも寧ろ重要な文化的遺産として結び付けられている。儒教は社会的行動規範として残っており、その影響は韓国人が教育の分野で非常に大きな重要性を現している。キリスト教は近代化と社会変革と同一視されている。現代韓国の多くのキリスト教徒は、例えばベテラン政治家で民主活動家だった金大中（後の第15代大統領）はカトリック教徒であり、率直な人権活動家で政府に対する批判者でもあった。都市産業宣教運動(Urban Industrial Mission)のような、キリスト教が発起した組織は、「民主化」以前の韓国社会で労働組合や連合運動の隠れ蓑となっていた。困惑させる様々な種類と見解の多様性を達成して、新宗教はキリスト教の伝統的信念に近付いている。その多くは小規模でつかの間の現象でしかなかったが、19世紀末には韓国に5000もの新宗教が存在していたと数えられている。

## 仏教
仏教は三国時代（4世紀から7世紀)に中国から朝鮮に入ってきた。仏教は新羅（668年-935年）や高麗（918年-1392年）の時代に於いて最有力で絶大な文化的影響力を誇った。儒教も同様に中国から初期に伝わったが、それは朝鮮王朝樹立まで下の立場に置かれ、仏教弾圧は朝鮮王朝初期の国王によって行われた。
仏教は韓国の東部に於いて、つまり嶺南地方や江原道で他地域と比べて更に伝統的で強力であり、そこでは人口の半数以上が仏教徒となっている。韓国の仏教には禅を含めて様々な「宗派」が在る。しかしながら、圧倒的大多数（90%ほど）の寺は曹渓宗に所属している。多くの仏教信奉者は仏教の実践とシャーマニズムとを結び付けている。
韓国での仏教は曹渓宗が最大勢力を保っており、禅の伝統と習合的に結び付いた宗派である。韓国で最も古く有名な寺、例えば仏国寺や梵魚寺は曹渓宗によって運営されていて、ソウル中心部の曹渓寺がその総本山である。その他の韓国仏教の伝統は「太古宗」や「天台宗」の系統を含んでいる。天台宗が韓国での法華経に焦点を置いている現代の復活であるのに対し、太古宗は禅の一種である。もう一つの系統である真覚宗は密教系仏教の一種である。太古宗と真覚宗が出家僧の妻帯を認めているのに対し、曹渓宗と天台宗は出家僧に禁欲的生活を要求する。韓国には欧米では未だ知られていない沢山の小規模の宗派がある。

## キリスト教

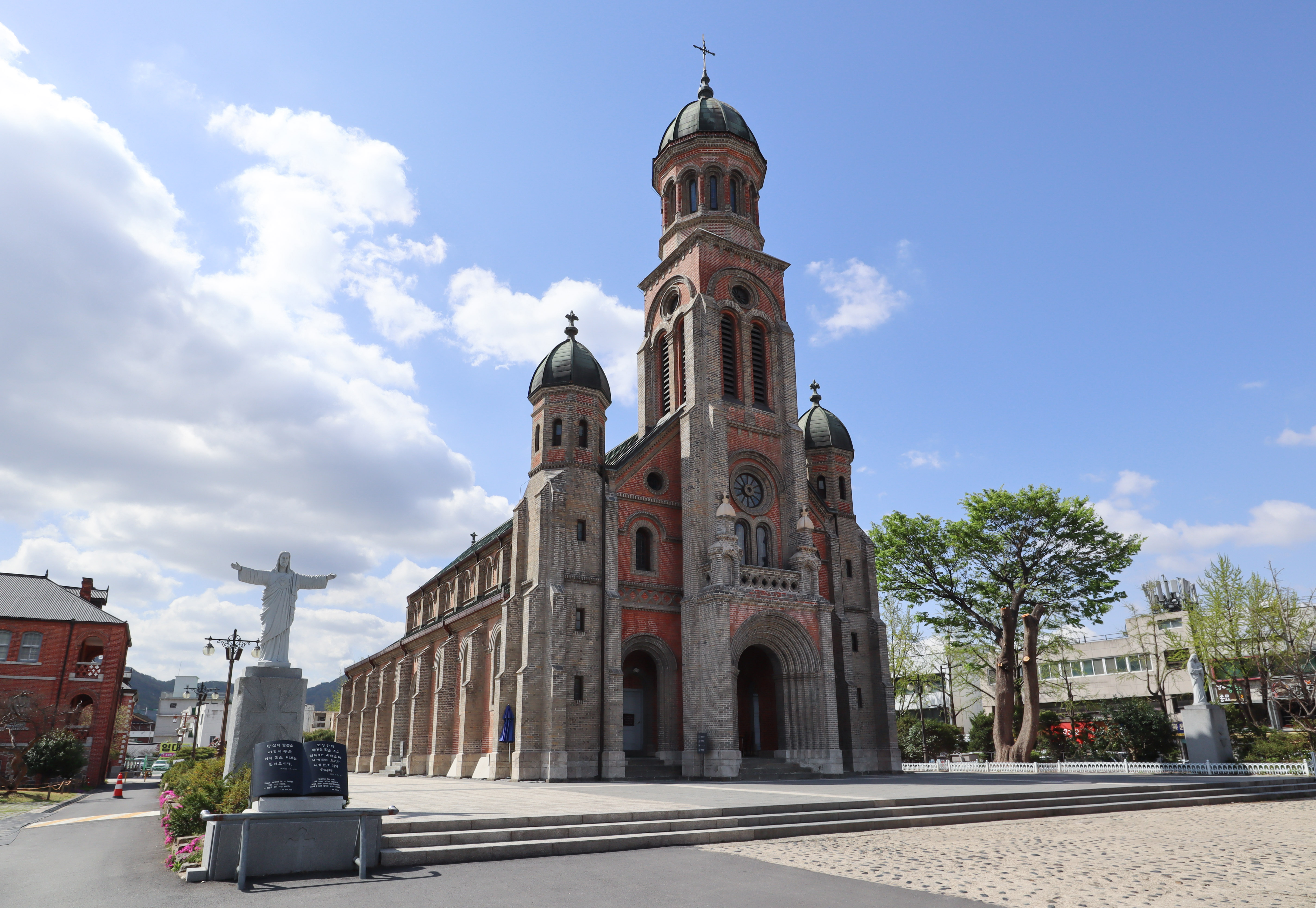
全州市にあるチョンドン聖堂

ローマ・カトリックの宣教団は1794年まで到着せず、その十年後に清国の北京に留学していた最初に洗礼を受けた朝鮮人が帰国した。しかしながら、イエズス会の記述は、マテオ・リッチは北京の紫禁城に滞在していたが、17世紀に中国から朝鮮に追い出されたと記している。実学の学者や学派がこの記述に関心を持った。キリスト教に改宗した人々が儒教の祖先崇拝の儀式を行うことを拒否したので、李氏朝鮮政府はキリスト教に改宗させることを禁止した。一部のカトリック教徒は19世紀初頭に迫害されたが、反キリスト教法律は厳密に適用されなかった。1860年代までには、朝鮮には約17500人のローマ・カトリック教徒がいた。そこで更に厳格な迫害が行われ、数千人のキリスト教徒が死亡し、迫害は1884年まで続いた。
プロテスタントの宣教団は1880年代に李氏朝鮮に入り、カトリックの聖職者と共に数多くの朝鮮人を改宗させた。メソジストと長老派は特に成功した。彼らは学校、大学、病院、そして孤児院を建て、朝鮮の近代化に大きな役割を果たした。日韓併合の間、キリスト教徒は独立運動の最前線に立った。プロテスタントの成長に寄与している要因は、朝鮮仏教の変質した状態、キリスト教と儒教の価値観（後者は宗教というより単純に社会的行動規範として捉えられている）とを調和させるために教育水準の高いキリスト教徒による努力、朝鮮の教会員の間での自営と自治の促進、そして韓国の民族主義との統合であった。
大多数のキリスト教徒は南部よりも儒教の影響が強かった朝鮮半島北部で暮らしていた。1948年まで平壌は重要なキリスト教の中心部であり、約30万人の人口の内六分の一がキリスト教に改宗していた。しかしながら、1948年8月15日に強硬な反共主義者の李承晩大統領の下で在朝鮮アメリカ陸軍司令部軍政庁のアメリカ軍軍政下にあった朝鮮半島南部が単独で大韓民国として独立し、翌月の1948年9月9日に残余の朝鮮半島北部に共産主義を掲げる朝鮮民主主義人民共和国が建国されると、殆どの北朝鮮のキリスト教徒は南朝鮮（大韓民国）に逃げるか迫害に直面せざるを得なくなった。
朝鮮の大都市にある大量の尖塔はしばしば注目を集めた。キリスト教は最初に18世紀後期に朝鮮で地盤を築き、1948年8月15日の大韓民国建国後、1970年代や1980年代に急成長し、1990年代に減速、その後は仏教徒の数を上回った。キリスト教徒はソウル特別市、京畿道や湖南地方（今日の全羅南道と全羅北道）といった同国の西部で強力である。ソウル特別市は世界最大の単独教会である汝矣島純福音教会の本拠地である。
大韓民国のキリスト教は主にローマ・カトリック、長老派、メソジスト、そしてバプティストという四つの教派によって占められている。中には無教会派の教会も在る。1900年にはロシア正教会によってソウルに韓国正教会が設立された。
伝統的な歴史的平和教会は朝鮮半島に於いて強力な地盤を持たなかった。クエーカーの思想は簡潔に20世紀後半に咸錫憲の指導力の御陰で国民的注目を集めた。しかしながら咸錫憲の死後に、クエーカーに対する関心は縮小し、今では僅か一つだけ国家規模で活動しているクエーカーの団体がある。ユニテリアン主義の状況も同様である。

## シャーマニズム
他の東アジア人と同様に、朝鮮民族は伝統的に宗教的に排他的であるよりは折衷的だった。彼らの宗教的外見は、単一の排他的な信仰ではなく、土着の信仰と後から韓国に持ち込まれた信条との結合によって条件付けられる。
巫俗は、ヒンドゥー教の神であるインドラ（朝鮮語で「桓因」だといわれていたが、後に韓国のカトリック教徒とプロテスタント教徒がそれぞれハヌルニム（하늘님）/ハヌニム（하느님）、またはハナニム（하나님）とも言うようになった）の信仰があり、本質的には一神教的である。恐らくこの精霊が住む世界の信仰が、先史時代にまで遡る韓国人の宗教生活の最古の形である。
天の異なる領域を支配する「将軍神」から、山の精霊（山神）に至るまで文字通り百万もの神々、精霊、幽霊を祀る、組織化されていない万神殿がある。この万神殿には、大地の精霊、家族や村の守護神、悪戯好きな小鬼や、多くの場合で暴力的、あるいは悲劇的な結末を迎えた人々の幽霊と同様に、木に宿る神々、神聖な洞窟、そして石の積み重ねまでもが含まれている。これらの精霊は生きている人々の運命に影響を与えるかそれを変える力を持っているといわれている。
韓国の巫女は多くの点でシベリア、モンゴルや満州の巫女と似ている。彼女達は日本の沖縄県の琉球諸島にいるユタにも似ている。済州島はシャーマニズムの中心地である。
シャーマンの殆どは女性で、精霊の世界の助けを求める人々によって援助されている。巫女（ムーダン）達は、依頼人が幸運を得て、悪霊を追い払うことによって病を癒し、地元のあるいは村の神々を宥めるために、クッ（굿、巫俗独特の儀式）という儀式を執り行う。そういった儀式は、死者を天国に案内するためにも行われる。
女性が巫女になる際には、躊躇いがある。霊の「憑依」を示す、重い肉体的または精神的な病を経験しなければならないからだ。そういった憑依状態はクッの挙行を通してのみ治癒され得る。巫女の職に就くと、その女性は大抵の場合良い人生を送れる。
多くの学者は巫俗を宗教というより人間の目的を達成するために精霊を操る「医療」として観ている。少なくとも精霊を信じる普通の人々に、道徳や精霊の完全さ、救済といった概念は無い。巫女は必要性が感じられた際にはいつでも依頼人に相談される専門職である。伝統的には、巫女は社会的地位が低く、賤民階級に序せられていた。この差別は現代でも続いている。
アニミズム信仰は漁村の文化と強く結び付いていて、主に田舎の共同体で見付かる現象である。しかし巫女は都会の病んだ人々も、特に最近田舎から移住し都会の生活への適応にストレスを感じる人々をも治療する。
韓国政府は、巫俗の信仰を迷信だとして、国民を思い留まらせ、韓国人の生活の中でその持続を最小化しようと何年にも渡って努力して来た。しかし肥大化する民族主義と文化的自信という風潮の中で、クッを構成する舞踊、歌や呪術は韓国文化の重要な側面として認識されるようになった。1970年代初頭には、外国人に見せないようにしていた儀式が再浮上し始め、場合によってはソウルに新しい支店を開く西洋のホテルのマネージャーや重役が、巫俗の悪霊払いの儀式に参加する光景すら見られた。クッのこれらの要素のいくつかは、保存され次世代に受け継がれるべき価値ある文化的遺産として選定された。
巫俗そのものの将来は1980年代には不明確だった。観察者達はその機能の多くは将来恐らく政府が精神医療の治療施設を広げることで、精神医学の専門職によって取って代わられると信じていた。しかしながら、社会、経済、そして政治的条件の不安定さによって、巫女に多くの依頼が来るという状況が明白になった。
韓国での他の伝統とは異なり、巫俗はその独自の明確な信条を持っていない。数世紀にも渡って、それは韓国仏教と密接に結び付いている。巫俗に惹き付けられているか、支持している人々は同時に仏教徒であるが、全ての仏教徒が巫俗を支持しているわけではない。
今日韓国では一般的には格好悪いと思われているが、巫俗の実践は広がり続けている。巫女達による大きな組織は、韓国には10万人以上巫俗信者がいると主張している。済州島以外の場所では、これらの開業者は殆ど全て女性である。クッとして知られる巫俗の儀式は、それぞれの地域によって違いがある。

## 儒教
僅か0.2%のみの現代の韓国人が「儒教」を自らの宗教であると表明している。しかしながら、儒教の倫理思想の他の宗教の実践や朝鮮の文化に対する影響は、一般的に遍在し行き渡っている。
儒教の儀式は今でも一年を通じて様々な行事で行われる。これらの最も突出した物は、ソウルの孔子廟で行われる年一回の儀式である。他の儀式は、例えば一族の創始者を記念するための物で、国中で数多くの廟で行われる。

## 新宗教
李氏朝鮮滅亡や日本統治の始まりは幾つかの新しい信仰形成に拍車を掛けた。これらは典型的に西洋、東洋、そして韓国特有の伝統の配合を進めた。最も卓越していたのは天道教であり、これは20世紀初頭の絶頂期には百万人以上の信者がいると主張した。今日天道教信者は韓国の全人口の0.1%以下しかいない。他の同様の新宗教には円仏教、大倧教や甑山道がある。
天道教は一般的に韓国初の「新宗教」として見なされていて、もう一つの重要な宗教的伝統である。それは宋明理学、仏教、巫俗、道教、そしてカトリックの影響の総合体である。天道教は崔済愚が創始した東学運動から成長していった。崔済愚は、両班階級の背景を持ち、神と神秘的遭遇を経験し、神から全世界に教えを広めよと言われたと主張した。崔済愚は1863年に政府によって異端と断定されて処刑されたが、それまでに多くの支持者を得て、自らの構想を書き残していた。東学運動は韓国の貧しい人々、特に全羅地方で広まり、1894年の反王朝暴動の原因となった。東学運動が天道教と名を改めた後、そのメンバーの一部が1910年の日本による併合を支持したのに対し、他の人々は反対した。この集団はキリスト教徒や儒家と共に韓国の民族主義運動に於いて重要な役割を果たした。1920年代には、天道教は日本統治時代に発行された『開闢』(개벽)という、韓国の知識人向けに発行された主要な雑誌を支援した(see The Media, ch. 4)。
天道教の基本的信条は人類全ての本質的平等を含んでいる。全ての人々が「神聖さを持ち」、「人道の天国」があるので、それぞれの人は尊敬の念を持って扱われなくてはならないとする。更には、男性と女性は、前進し彼らの生命の神聖さを表現するために、彼ら自身を誠実に開拓しなければならない。自己熟練は、儀式やセレモニーではなく救済への道である。崔済愚とその支持者は社会秩序を転覆するとか極端な平等主義を推し進めたのではないが、天道教の革命的潜在力はこうした基本的信条の中で明白である。その信条は、特に貧しい人々に、学者や政府高官と共に、努力して救済を得ることができると訴えた。天道教が韓国で民主化や反権威主義思想に対して重要な役割を果たしたと信じる理由が在る。1970年代と1980年代には、天道教の前身の東学運動が、多くの韓国知識人の間で改めて関心を集めた。
天道教とは別に、大倧教を含めた主要な新宗教は、その中心的信条として朝鮮最初の王国古朝鮮の創設者である檀君崇拝を有している。甑山道は20世紀初頭に設立され、宇宙が引き起こす地上の気候変動やその他の災害、その支持者によって地上に楽園を作った後、信奉者達は大変動を生き残ると知られている目前に迫る世界文明の崩壊や魔術の実践を強調する。それは幾つかの競争している宗派に分離し、少なくともそれらの内の一つはその接近方法を近代化し、一部の韓国人でない信奉者を集めている。円仏教は伝統的仏教の教義と社会変革や再活性化とを結びつけようとしている。これらと同様に小さな宗派も存在し、忠清南道の鶏龍山（常に韓国の最も神聖な場所の一つである）周辺で突然発生し、当初18世紀に（あるいはもっと前に）新しい王朝が創設されると預言した。
幾つかの新宗教は彼らの霊感をキリスト教から由来する。天父教、あるいは福音教会は朴泰善によって設立された。朴は元は長老派だったが、彼自身が特有の霊的な力を持っていると主張したため、1950年代に異端と認定され協会から追い出された。1972年までに、朴泰善の支持者は70万人に及び、彼は幾つかの「キリストの街」を作って大きな教会のネットワークを築き、そして幾つかの商業的な事業を展開した。
旧世界基督教統一神霊協会（旧統一教会、現在：世界平和統一家庭連合）は、1954年に文鮮明によって設立され、これも同様にキリスト教の背景に由来する教団で、その対外布教が理由で最も広く知られた韓国の新宗教である。1970年代に段階的に発展して行くにつれ、統一教会は韓国や日本に数十万人の信者を、北米やヨーロッパでもある程度の信者を抱えていた。文鮮明は自らをメシアと呼んでイエス・キリストの再臨であるとし、イエスの未完成のミッションを成し遂げていると言った。1988年には文は日韓両国を部分的に統合させるためにソウルで開かれた合同結婚式に日本人メンバーと共に2500人の韓国人メンバーを参加させた。2000年の合同結婚式には北朝鮮のカップルも参加した。朴泰善と同様に、文鮮明はベンチャー事業に投資した。韓国や外国での事業は武器、朝鮮人参や海産物、芸術的な骨董品やその他の製品を作っている。1999年には文鮮明は平和自動車を設立、この会社は中国と同様に南北双方で商売をしており、北朝鮮にしてみれば唯一の自動車工場である。
1963年には文鮮明は韓国文化に前向きな注意を向け、特に韓国の親善大使を務めるためにリトルエンジェルス芸術団を設立した。熱烈な反共主義者だったため、文鮮明はソウルや東京で「世界日報」を、アメリカ合衆国の首都でワシントン・タイムズという新聞を発行して国内外の世論に影響力を行使しようとした。1970年代や1980年代には文は科学統一国際会議に学者を招待し、他の会議も韓国で頻繁に開催された。1983年には何人かのアメリカ人信者がソビエト連邦に対し大韓航空機撃墜事件についての抗議活動に参加した。これ以外にも、統一教会は南北統一の仕事を支持するために相当な力を割いた。文鮮明は同様に提案された日韓トンネルの支援者でもある。韓国では、1980年代までに統一教会は「国家の内部における国家」を作り出そうとしたスキャンダルと告発のため、一部の当局によって嫌疑を掛けられた。2003年には統一教会のメンバーが韓国で政党を始めた。それは「神、平和統一家庭党」と名付けられた。就任宣言に於いて、新党は神と平和について人々に教えることで南北統一の準備をすることに集中すると言った。協会関係者は類似した政党が日本やアメリカ合衆国で始まると述べた。
末日聖徒イエス・キリスト教会（モルモン教）はソウルに教会を持っている。

## 他の宗教

### イスラム教

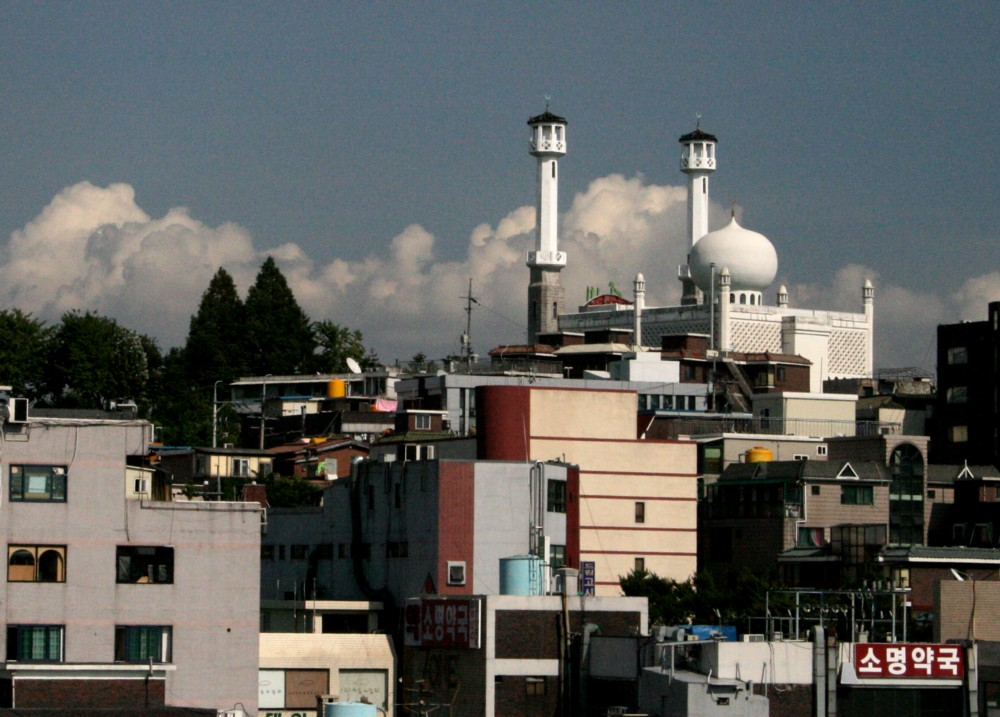
ソウルに在るモスク

韓国でのイスラム教徒の人数は約四万人であると見積もられ、朝鮮戦争の頃に改宗した人々やその子孫が大半を占めており、南アジアや東南アジアから来た労働者を含まない。
最大のモスクは梨泰院地区にあるソウル中央モスクである。より小さなモスクは主な殆どの都市で見付かる。
生粋の韓国人ムスリムに加えて、イスラム教の国々から、特にバングラデシュやパキスタンから来韓した十万人のムスリム労働者が暮らしている。
また、韓国には、主に山東省や遼寧省から移住してきた中国系の住民がおり、その中には回民も見られる。彼らは豚肉や犬肉を食さず、宗教上の儀礼で偶像を拝まないなど、イスラームの痕跡を残してはいるものの、積極的にイスラームを信仰しているわけではない。ただし、一部にはイスラームに回帰している個人も出てきている。

### ヒンドゥー教
ヒンドゥー教は韓国のインド人やネパール人のコミュニティによって信仰されている。しかしながら、ヨーガやヴェーダーンタ学派思想といったヒンドゥー教の伝統は若い世代の韓国人の間で人気が高まっている。ソウル郊外にはSri Radha Shyamasundar MandirとSri Sri Radha Krishna templeという二つのヒンドゥー教寺院が在り、ソウル中心部から約二時間で到着できる。韓国は、インドやネパールなどその多くがヒンドゥー教徒である国々からの移民が、留学生や技術者を含めて少ない国である。

### ユダヤ教
韓国でのユダヤ人の存在感は1950年の朝鮮戦争開始と共に劇的に始まった。この時には、宣教師チェイム・ポトックを含めて大人数のユダヤ人の兵士が朝鮮半島に来た。今日ユダヤ系コミュニティは非常に小さくソウル首都圏のみに限定されている。韓国人のユダヤ教への改宗者も非常に少ない。

## 宗教間対立
韓国のプロテスタント系キリスト教徒は仏教に対して敵対心を露わにしている。幾つかの大きな寺の破壊を含めて、この二十年間にも仏教寺院や施設が放火や破壊に遭う事件が数十件発生している。これらの事件の幾つかでは、加害者はプロテスタント教徒と特定されるか、あるいは「偶像崇拝」と非難する落書きを残している。